# Zgornje Roje
Zgornje Roje (Duits: Ober Roja) is een plaats in Slovenië en maakt deel uit van de gemeente Žalec in de NUTS-3-regio Savinjska. De plaats telde 139 inwoners op 1 januari 2020.

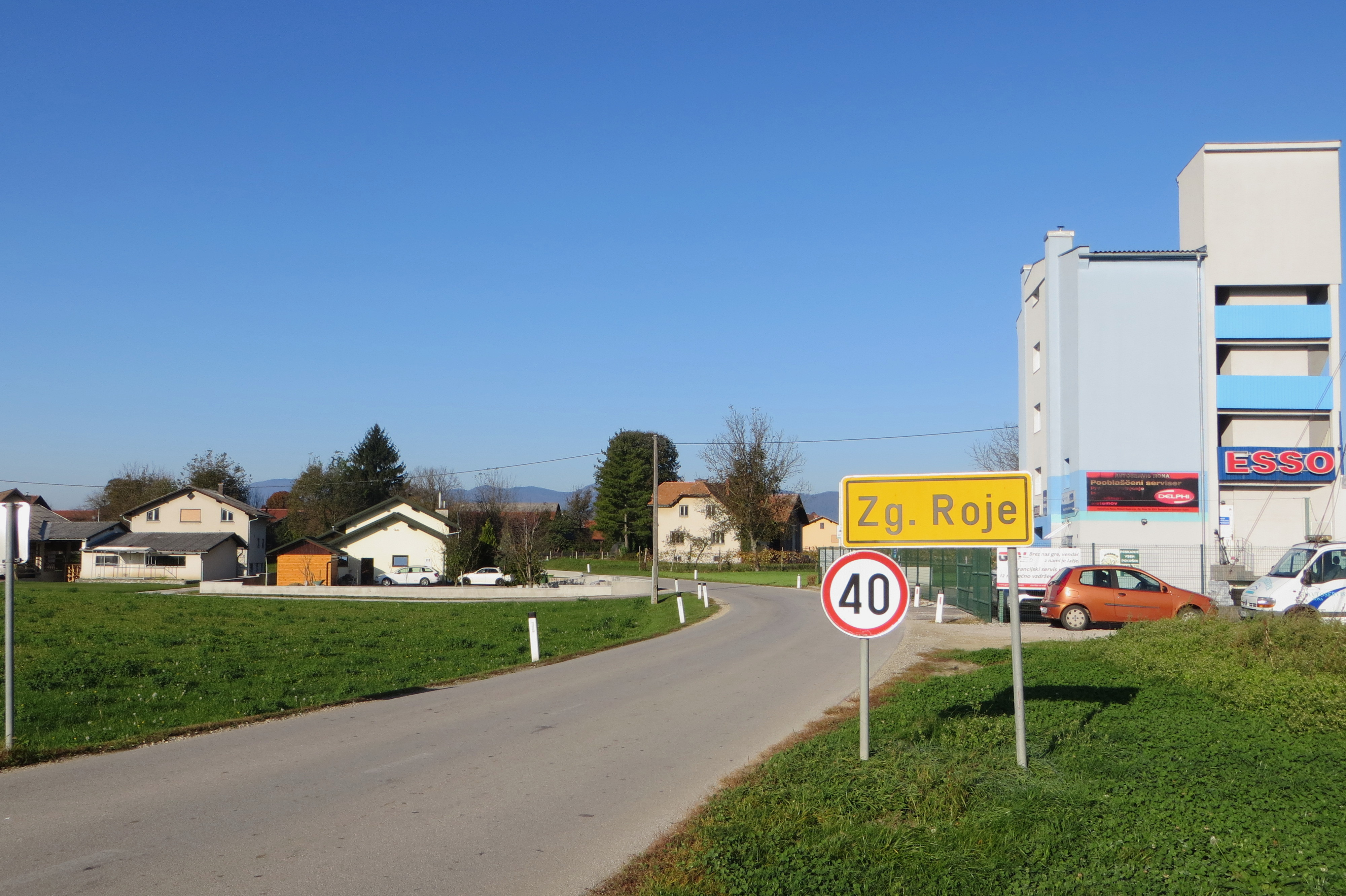
Dorpsaanzicht